# Kuala Lumpur City FC
Der Kuala Lumpur City Football Club ist eine Fußballmannschaft aus Kuala Lumpur. Aktuell spielt die Mannschaft in der höchsten Liga des Landes, der Malaysia Super League. Gegründet wurde die Mannschaft 1974 als Repräsentant von Kuala Lumpur und seines Fußballverbandes.

## Namensänderungen
- 1974: Gründung als Federal Territory
- 1985: Umbenennung in Persatuan Bola Sepak Kuala Lumpur
- 2020: Umbenennung in Kuala Lumpur United FC
- 2021: Umbenennung in Kuala Lumpur City FC[1]

## Erfolge
- Malaysia Super League

Sieger – 1986, 1988
2. Platz – 1982, 1987, 1989
- Malaysia Premier League

Sieger – 2017
- Piala Sumbangsih

Sieger – 1988, 1995, 2000
2. Platz – 1987, 1989, 1990, 1994
- Malaysia Cup

Sieger – 1987, 1988, 1989, 2021
2. Platz – 1985
- Malaysia FA Cup

Sieger – 1993, 1994, 1999, 2021
2. Platz – 1992, 2023

## Stadion

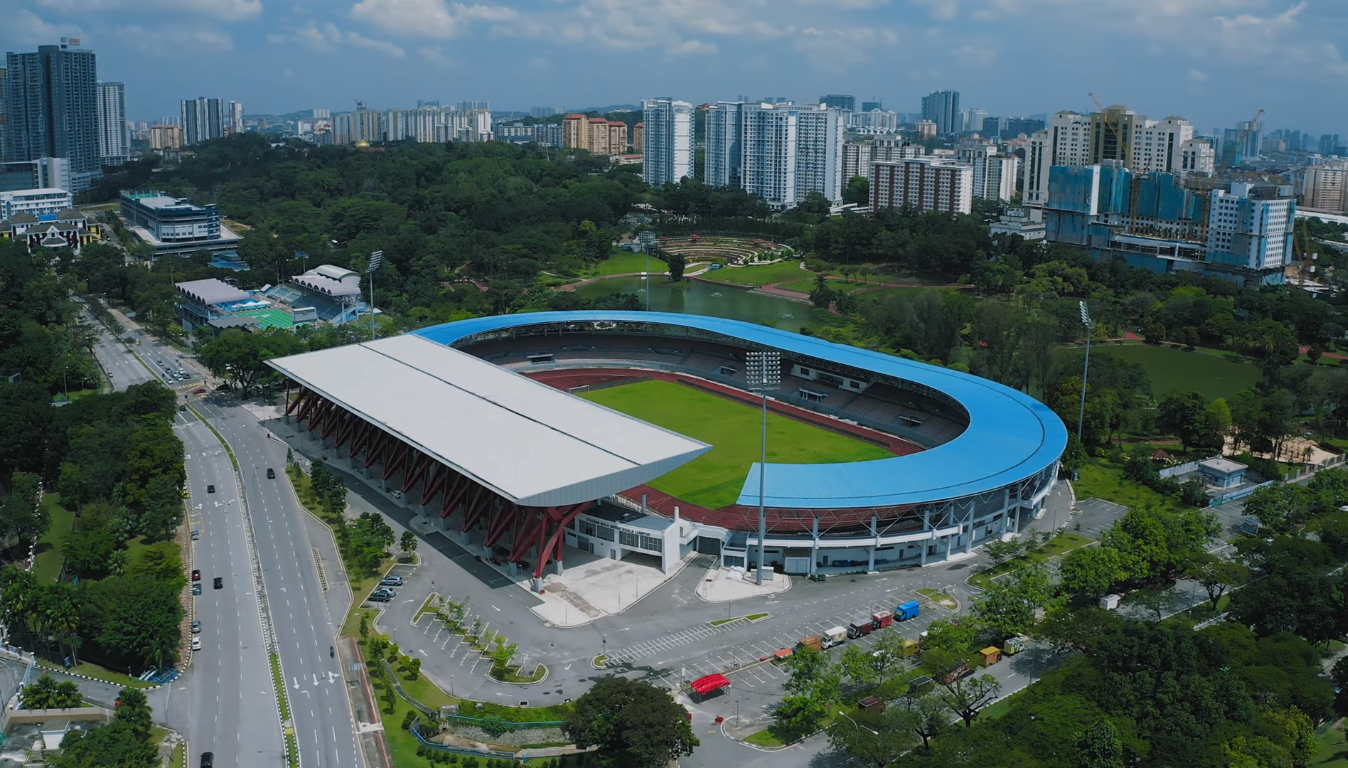
Kuala-Lumpur-Stadion

Seine Heimspiele trägt der Verein im Kuala-Lumpur-Stadion in Kuala Lumpur aus. Das Stadion hat eine Kapazität von 18.000 Plätzen. Eigentümer des Stadions ist die KLFA Corporation.
| Koordinaten                    |
| ------------------------------ |
| 3° 6′ 1,9″ N, 101° 43′ 16,9″ O |

## Spieler
Stand: Juni 2022
| Nr. |                | Position | Name                 |
| --- | -------------- | -------- | -------------------- |
| 1   | Philippinen    | TW       | Kevin Ray Mendoza    |
| 4   | Malaysia       | AB       | Kamal Azizi          |
| 5   | Malaysia       | AB       | Nik Shahrul          |
| 6   | Malaysia       | AB       | Ryan Lambert         |
| 7   | Kolumbien      | MF       | Romel Morales        |
| 8   | Malaysia       | MF       | Zhafri Yahya         |
| 9   | Australien     | AB       | Giancarlo Gallifuoco |
| 10  | Malaysia       | ST       | Safee Sali           |
| 11  | Kongo Republik | MF       | Kevin Koubemba       |
| 12  | Malaysia       | AB       | Declan Lambert       |
| 14  | Malaysia       | MF       | Akram Mahinan        |
| 15  | Malaysia       | AB       | Azhar Apandi         |
| 16  | Malaysia       | MF       | Partiban Janasekaran |
| 17  | Malaysia       | AB       | Irfan Zakaria        |

| Nr. |           | Position | Name              |
| --- | --------- | -------- | ----------------- |
| 19  | Malaysia  | MF       | Izreen Izwandy    |
| 20  | Malaysia  | TW       | Azim Amin         |
| 21  | Malaysia  | MF       | Kenny Pallraj     |
| 22  | Malaysia  | AB       | Nik Umar          |
| 25  | Malaysia  | AB       | Anwar Ibrahim     |
| 27  | Malaysia  | MF       | Hadin Azman       |
| 28  | Brasilien | MF       | Paulo Josué       |
| 29  | Malaysia  | MF       | Arif Shaqirin     |
| 30  | Malaysia  | MF       | Fakrul Aiman      |
| 33  | Malaysia  | AB       | Muhammad Faudzi   |
| 37  | Malaysia  | ST       | Haqimi Azim Rosli |
| 44  | Malaysia  | TW       | Azri Ghani        |
| 66  | Malaysia  | AB       | Nabil Hakim       |
| 88  | Malaysia  | MF       | Ridhwan Nazri     |

## Trainer seit 1979
| Name                 | Zeit bei Kuala Lumpur FA | Zeit bei Kuala Lumpur FA |
| Name                 | von                      | bis                      |
| -------------------- | ------------------------ | ------------------------ |
| Yunus Tasman         | 1979                     | 1981                     |
| S. Subramaniam       | 1982                     | 1984                     |
| Jozef Vengloš        | 1985                     | 1986                     |
| Chow Kwai Lam        | 1. Juli 1986             | 30. Juni 1993            |
| Jozef Jankech        | 1990                     |                          |
| Milous Kvacek        | 1991                     |                          |
| S. Subramaniam       | 1993                     |                          |
| Ken Shellito         | 1994                     | bis                      |
| Chow Kwai Lam        | 1. Juli 1994             | 30. Juni 1999            |
| Mat Zan Mat Aris     | 1. Januar 1999           | 31. Dezember 2000        |
| Lim Kim Lian         | Juni 2000                | Dezember 2000            |
| Wathiq Naji          | 2001                     | 2002                     |
| Lim Kim Lian         | 2001                     | 2002                     |
| Igor Novak           | 2003                     |                          |
| Mat Zan Mat Aris     | 1. Januar 2004           | 31. Dezember 2007        |
| Hans-Jürgen Gede     | Januar 2008              | bis                      |
| Razip Ismail         | 1. Januar 2008           | 31. Dezember 2012        |
| Stanislav Leiskovsky | 4. Dezember 2012         | 31. August 2013          |
| Tang Siew Seng       | 2014                     |                          |
| Ricardo Formosinho   | 3. November 2014         | 17. März 2015            |
| Tang Siew Seng       | April 2015               |                          |
| Ismail Zakaria       | Dezember 2015            | November 2016            |
| Wanderley Junior     | Dezember 2016            | März 2017                |
| Fábio Magrão         | 4. März 2017             | 30. November 2018        |
| Yusri Che Lah        | 5. Dezember 2018         | 11. März 2019            |
| Chong Yee Fatt       | 11. März 2019            | 31. Dezember 2020        |
| Bojan Hodak          | 1. Januar 2021           | 25. Juli 2023            |
| Nenad Bacina         | 30. Juli 2023            | 31. Dezember 2023        |
| Miroslav Kuljanac    | 19. März 2024            |                          |

## Ausrüster und Sponsoren
| Jahr          | Ausrüster      | Trikotsponsor                                                          |
| ------------- | -------------- | ---------------------------------------------------------------------- |
| 1988 bis 1995 | Lotto          | Dunhill                                                                |
| 1996 bis 1998 | Nike           | Dunhill                                                                |
| 1999          | Admiral        | Dunhill                                                                |
| 2000          | Ascot          | Dunhill                                                                |
| 2001          | New Balance    | Dunhill                                                                |
| 2002 bis 2003 | Cheetah        | Dunhill                                                                |
| 2004 bis 2005 | Eutag          | Celcom                                                                 |
| 2006          | Lotto          | TM Net                                                                 |
| 2007          | Line 7         | Line 7                                                                 |
| 2008          | Eutag          | Celcom                                                                 |
| 2009          | Sportzone      | Streamyx                                                               |
| 2010 bis 2011 | Kika           | KL Ancom                                                               |
| 2012 bis 2014 | Kronos         | Kronos                                                                 |
| 2015          | Warrix / Kappa | DBKL                                                                   |
| 2016          | SkyHawk        | JL99 Group / Al-Bukhary Foundation / DBKL / Ekovest / MRCB             |
| 2017          | FAWZ           | JL99 Group / Al-Bukhary Foundation / DBKL / Ekovest / MRCB             |
| 2018          | SkyHawk        | JL99 Group / Al-Bukhary Foundation / DBKL / Ekovest / MRCB             |
| 2019          | SkyHawk        | Aliff Shukri Terlajak Laris Legacy / KM Liana Rosli / Sajat Properties |